# らんま1/2 中国寝崑崙大決戦! 掟やぶりの激闘篇!!
『らんま1/2 中国寝崑崙大決戦! 掟やぶりの激闘篇!!』（らんま1/2 ちゅうごくねこんろんだいけっせん! おきてやぶりのげきとうへん!）は、1991年11月2日に公開された日本のアニメ映画で劇場版『らんま1/2』シリーズの第1作目。配給はアルゴプロジェクト。上映時間は75分。
同時上映は『うる星やつら いつだってマイ・ダーリン』。

## あらすじ
天道道場に現れた一人の少女、ライチ。彼女は嫁入りのため旅をしていたが、迎えが来た時点で花嫁の証をアクシデントからあかねが所持していたため、勘違いであかねがさらわれてしまう。乱馬たちはあかね救出のため、ライチと共に寝崑崙に向かう。

## 声の出演

### メインキャラクター
- 早乙女乱馬：山口勝平
- らんま：林原めぐみ
- 早乙女玄馬：緒方賢一
- 天道あかね：日髙のり子
- 天道なびき：高山みなみ
- 天道かすみ：井上喜久子
- 天道早雲：大林隆之介
- 響良牙：山寺宏一
- 九能帯刀：鈴置洋孝
- 九能小太刀：島津冴子
- 久遠寺右京：鶴ひろみ
- 紅つばさ：山田栄子
- シャンプー：佐久間レイ
- コロン：麻生美代子
- ムース：関俊彦
- 八宝斎：永井一郎
- 三千院帝：井上和彦
- 白鳥あずさ：松井菜桜子

### オリジナルキャラクター
- 来雉（ライチ）：玉川紗己子
- 麒麟（キリン）：塩沢兼人
- 恵比天：吉村よう
- 飛車門天：井上和彦
- 悶崙（モンロン）：山田栄子
- 大黒星：子安武人
- 大白星：真殿光昭
- 村人：石田彰

## スタッフ
- 製作：多賀英典、長谷川洋
- 企画：落合茂一
- 原作：高橋留美子
- 原案：柳川茂
- 脚本：柳川茂、井内秀治、山口亮太
- 絵コンテ・演出：山本裕介、近藤信宏、日高政光
- 音楽：川井憲次
- キャラクターデザイン・作画監督：中嶋敦子
- 作画監督補佐：磯野智
- 動画チェック：鮑智行
- 美術監督：新井寅雄
- 美術設定：朝倉千登勢
- 特殊効果：さいとうたけし
- 色彩設定：深田早苗
- 仕上検査：田高浩一、持田武
- 撮影監督：吉田光伸
- 撮影チーフ：池上元秋
- 音響制作：オムニバスプロモーション
- 音響監督：斯波重治
- 音響アシスタント：若林和弘
- 調整：桑原邦男
- 音響効果：依田安文
- アフレコスタジオ：ニュージャパンスタジオ
- リレコスタジオ：東京テレビセンター
- タイトル・リスマーク：マキ・プロ
- 編集：坂本雅紀
- 編集助手：松本裕、髙山智江子
- ネガ編集：森田清次、三木幸子
- 編集所：森田編集室
- 制作担当：守岡博
- 制作進行：古沢憲一、米岡仁司
- アシスタントプロデューサー：有留もと子
- 現像所：東京現像所
- フィルム：イーストマン・コダック
- 協力：小学館、フジテレビ
- アニメーション制作：スタジオディーン
- プロデューサー：松下洋子
- エグゼクティブプロデューサー：朝倉千代子
- 監督：井内秀治

## 映像ソフト化
- 『犬夜叉 時代を越える想い』の公開を記念し2001年12月19日にDVDが発売された。

## 主題歌
- RABBIT「IT'S LOVE」